# Zones d'ocupació aliada a Alemanya
Les zones d'ocupació aliada a Alemanya, en alemany: Besatzungszeit es varen formar després de la desfeta de l'alemanya nazi a la Segona Guerra Mundial. Es va dividir Alemanya, seguint la línia a l'oest dels rius Oder i Neisse, entre les tres potències que van guanyar la guerra (la Unió Soviètica, els Estats Units i el Regne Unit) i a més a més França. Per tal de contrarestar la presència soviètica els Estats Units, França i el Regne Unit van fusionar aviat les seves zones i així es va formar l'Alemanya Occidental (República Federal d'Alemanya) mentre els russos formaren l'Alemanya Oriental (República Democràtica d'Alemanya).

## Les zones d'ocupació
- La zona estatunidenca constava de les regions de Baviera, Hessen i un tros nord de l'actual estat federal de Baden-Württemberg. També el port de Bremen El seu quarter general estava a l'edifici IG Farben de Frankfurt am Main.
- La zona britànica estava formada per Slesvig-Holstein, Hamburg, Baixa Saxònia i l'actual estat de Rin del Nord-Westfàlia. El quarter general britànic estaven a Bad Oeynhausen.
- En un principi no estava previst que França tingués una zona d'ocupació però els aliats decidiren que la zona de Renània-Palatinat, Baden, Württemberg-Hohenzollern, i un sector de Berlín fos ocupada per França amb els quarters generals a Baden-Baden. El territori del Sarre també va ser ocupat per França però amb un estatus diferent.
- La zona soviètica incorporava Turíngia, Saxònia, Saxònia-Anhalt, Brandenburg i Mecklemburg-Pomerània Occidental. Els seus quarters generals estaven a Berlín-Karlshorst.
- La ciutat de Berlín va ser ocupada de forma conjunta i es va dividir en quatre sectors.
- Quan la República Federal d'Alemanya (Alemanya Occidental) va ser reconeguda el 1949 com un estat sobirà va deixar de tenir efecte l'ocupació dels aliats occidentals. Però la ciutat de Berlín va seguir sent ocupada fins a l'any 1990.